# Park Narodowy Laguna del Laja
Park Narodowy Laguna del Laja (hiszp. Parque nacional Laguna del Laja) – park narodowy w Chile położony w regionie Biobío, w prowincji Biobío (gminy Antuco i Santa Bárbara). Został utworzony 25 czerwca 1958 roku i zajmuje obszar 116 km². Od 2007 roku jest częścią rezerwatu biosfery UNESCO o nazwie „Corredor Biológico Nevados de Chillán-Laguna del Laja”. W 2014 roku został zakwalifikowany przez BirdLife International jako ostoja ptaków IBA.

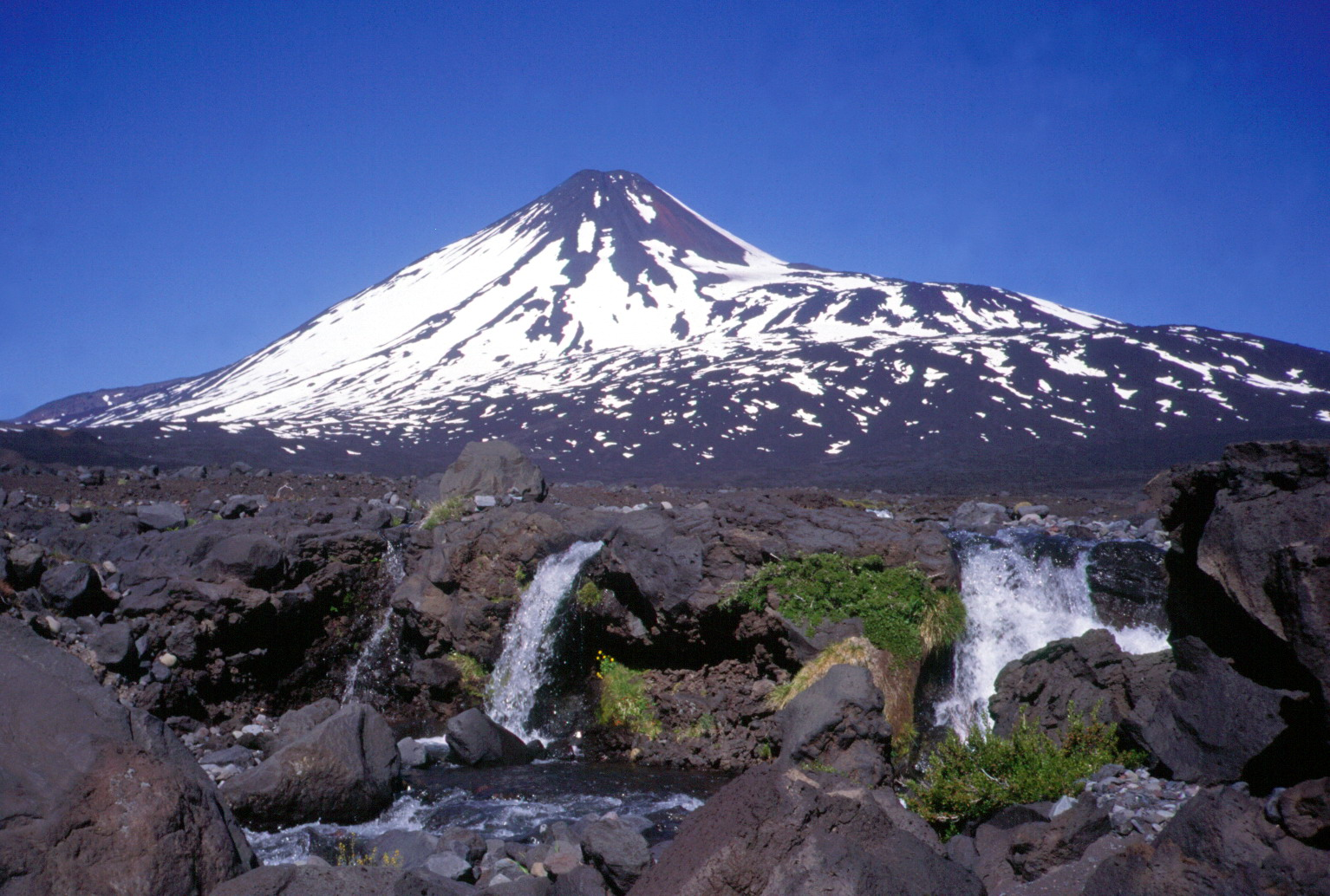
Wulkan Antuco

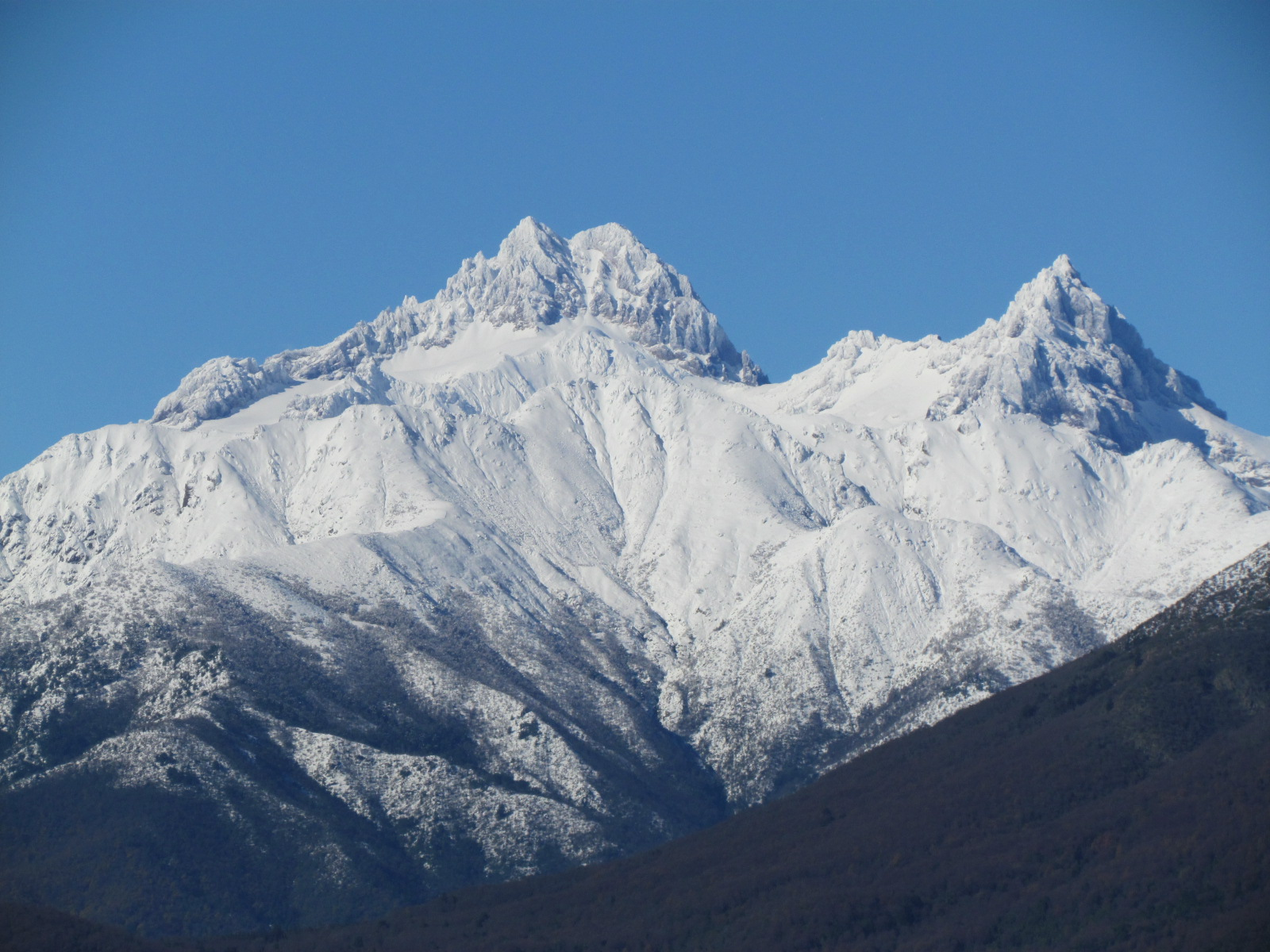
Wulkan Sierra Velluda

## Opis
Park znajduje się na zachodnich zboczach Andów. Od północy i wschodu ogranicza go jezioro Laja od którego wziął nazwę. Jezioro to jest największym naturalnym zbiornikiem wodnym w Chile o powierzchni 125 km². Na terenie parku wypływa z niego rzeka o tej samej nazwie (w dolnej części tworzy kompleks czterech wodospadów Laja). W parku znajdują się wulkany Antuco (2985 m n.p.m.) i Sierra Velluda (3585 m n.p.m.).
Średnia roczna temperatura wynosi około +13 °C. Latem może przekraczać +30 °C.

## Flora
Większą część parku pokrywają lasy waldiwijskie. Rośnie w nich głównie zagrożona wyginięciem araukaria chilijska i bliski zagrożenia wyginięciem austrocedrus chilensis, a także m.in.ː Nothofagus pumilio, bukan chilijski, Discaria chacaye, Maytenus disticha, Maytenus chubutensis, Nothofagus obliqua, Nothofagus alpina, Nothofagus dombeyi, Azara alpina i berberys bażynolistny.

## Fauna
Spośród ssaków na terenie parku żyje m.in.ː zagrożony wyginięciem huemal chilijski, wiskacza górska, grizon mniejszy, puma płowa, nibylis andyjski, nibylis argentyński.
Występuje tu 47 gatunków ptaków. Są to m.in.ː narażony na wyginięcie kondor wielki, a także ibis płowy, dzięcioł magellański, krogulec dwubarwny, andówka rdzawobrzucha, andówka białobrzucha, mewa andyjska.
Wśród gadów występuje m.in.ː Tachymenis chilensis, Philodryas chamissonis, Liolaemus monticola.
Płazy obecne w parku to m.in.ː Pleurodema thaul, Nannophryne variegata i Rhinella spinulosa papillosa.